# علم الأحياء الاجتماعي
علم الأحياء الاجتماعي هو مجال علم الأحياء الذي يهدف إلى دراسة وشرح السلوك الاجتماعي من حيث التطور. وهو مستمد من عدة تخصصات بما في ذلك علم سلوك الحيوان وعلم الإنسان والتطور وعلم الحيوان وعلم الآثار وعلم الوراثة السكانية. يرتبط علم الأحياء الاجتماعي في مجال دراسة المجتمعات البشرية ارتباطًا وثيقًا بعلم الإنسان الدارويني والبيئة السلوكية البشرية وعلم النفس التطوري.
يبحث علم الأحياء الاجتماعي في السلوكيات الاجتماعية مثل أنماط التزاوج والمعارك المناطقية بين الحيوانات والصيد ومجتمع الخلايا للحشرات. وينص على أنه مثلما أدى الانتقاء إلى تطوير الحيوانات لطرق مفيدة للتفاعل مع البيئة الطبيعية أدى ذلك أيضًا إلى التطور الوراثي للسلوك الاجتماعي المفيد.
نشأ مصطلح (علم الأحياء الاجتماعي) على الأقل في أوائل الأربعينيات من القرن العشرين لكنه لم يكتسب اعترافًا كبيرًا حتى نشر إدوارد ويلسون كتاب حمل عنوان (علم الأحياء الاجتماعي: التركيب الجديد) في عام 1975. وسرعان ما أصبح هذا المجال الجديد موضع جدل. ذكر النقاد مثل ريتشارد ليونتين وستيفن جاي غولد أنَّ الجينات لعبت دوراً في السلوك البشري لكن يمكن تفسير الصفات مثل العدوانية بالبيئة الاجتماعية بدلاً من علم الأحياء. أجاب علماء الاجتماع على ذلك من خلال الإشارة إلى العلاقة المعقدة بين الطبيعة والتنشئة.

## التعريف
عرّف إدوارد ويلسون علم الأحياء الاجتماعي على أنه «امتداد لعلم الأحياء السكاني ونظرية التطور نحو التنظيم الاجتماعي».
يعتمد علم الأحياء الاجتماعي على فرضية أنَّ بعض السلوكيات (الاجتماعية والفردية) موروثة بشكل جزئي على الأقل ويمكن أن تتأثر بالانتقاء الطبيعي. يبدأ الموضوع بفكرة أنَّ السلوكيات تطورت مع مرور الوقت على غرار الطريقة التي يُعتقد أنَّ السمات الجسدية تطورت من خلالها. ومن المتوقع أن تتصرف الحيوانات بطرق أثبتت نجاحها تطوريًا بمرور الوقت. يمكن أن يؤدي ذلك بالإضافة إلى عوامل أخرى إلى تشكيل عمليات اجتماعية معقدة تؤدي إلى الصلاحية التطورية.
يسعى التهذيب إلى شرح السلوك كنتيجة للانتقاء الطبيعي. لذلك يُنظر إلى السلوك كجهد للحفاظ على جينات الفرد في السكان. توجد فكرة متأصلة في التفكير الاجتماعي الحيوي هي إمكانية أن تكون بعض الجينات أو مجموعات الجينات التي تؤثر على سمات سلوكية معينة موروثة من جيل إلى جيل 
على سبيل المثال: غالبًا ما تقتل الأسود الذكور المهيمنة حديثًا الأشبال التي لا تبدي الطاعة. يعتبر هذا السلوك تكيفي لأن قتل الأشبال يلغي المنافسة مع ذريتهم ويؤدي إلى إثارة الإناث المرضعات بشكل أسرع مما يسمح لهم بنقل عدد أكبر من جيناتهم إلى الأجيال القادمة. يرى علماء الاجتماع أنَّ سلوك قتل الأشبال الغريزي هذا موروث من خلال جينات التكاثر الناجح لذكور الأسود، في حين أنَّ سلوك عدم القتل قد انقرض لأن تلك الأسود كانت أقل نجاحًا في التكاثر.

## التاريخ
ادوارد ويلسون، يعتبر شخصية مهمة في تاريخ علم الأحياء الاجتماعي، نشر كتابه في عام 1975 تحت عنوان (علم الاحياء الاجتماعي: التركيب الجديد).
قال فيلسوف البيولوجيا دانيال دينيت أنَّ الفيلسوف السياسي توماس هوبز كان أول عالم احياء اجتماعي، بحجة أنَّ هوبز شرح في كتابه (السفينة الضخمة) عام 1651 أصول الأخلاق في المجتمع البشري من منظور علم الأحياء الاجتماعي غير الأخلاقي.
صاغ عالم السلوك الحيواني الوراثي جون بول سكوت مصطلح علم الأحياء الاجتماعي في مؤتمر أقيم عام 1948 حول علم الوراثة والسلوك الاجتماعي حيث دعا إلى تطوير موحد للدراسات الميدانية والمخبرية على أبحاث سلوك الحيوان. وبفضل الجهود التنظيمية التي بذلها جون بول سكوت تم إنشاء (قسم سلوك الحيوان وعلم الأحياء الاجتماع) في عام 1956، والذي أصبح قسمًا لعلم سلوك الحيوان في الجمعية الأمريكية لعلم الحيوان في عام 1958. تواصل إدوارد ويسلون في عام 1956 مع قسم علم الأحياء الاجتماعي من خلال طالب الدكتوراه ستيوارت ألتمان، الذي كان على علاقة وثيقة مع المشاركين في مؤتمر عام 1948. طور ألتمان أبحاثه الخاصة بعلم الأحياء الاجتماعي لدراسة السلوك الاجتماعي لقرود الريسوس المكاكي باستخدام الإحصائيات، وتم تعيينه كـ (كعالم أحياء اجتماعية) في مركز أبحاث ييركس الإقليمي الرئيسي في عام 1965. يختلف علم الأحياء الاجتماعي لدى ويلسون عن جون بول سكوت أو التمان، حيث استند إلى نماذج رياضية للسلوك الاجتماعي تركز على تعظيم الصلاحية الجينية من جانب هاميلتون وروبرت تريفيرس وجون ماينارد سميث وجورج برايس. تشترك علوم الأحياء الاجتماعية الثلاثة التي أجراها سكوت وألتمان وويلسون في وضع الدراسات الطبيعية في قلب البحث عن السلوك الاجتماعي للحيوان وعن طريق استخدام منهجيات البحوث الناشئة، في وقت تم فيه تهديد علم الأحياء القديم من قبل الممارسات (الحديثة) في العلوم (الدراسات المخبرية، علوم الأحياء الرياضية، علوم الأحياء الجزيئية).
أصبح مصطلح علم الأحياء الاجتماعي معروفًا على نطاق واسع في عام 1975 عندما نشر ويلسون كتابه (علم الأحياء الاجتماعي: التركيب الجديد) والذي أثار جدلًا واسعًا. تم منذ ذلك الحين ربط (علم الاحياء الاجتماعي) برؤية ويلسون إلى حد كبير. كان الكتاب رائدًا ومنتشرًا كمحاولة لشرح الطرق التطورية التي تقف وراء السلوكيات الاجتماعية مثل الإيثار والعدوان والتغذية خاصةً لدى النمل (تخصص ويلسون البحثي الرئيسي) وغيرها من حيوانات غشائيات الأجنحة وأيضًا لدى بعض الحيوانات الأخرى. ومع ذلك كان تأثير التطور على السلوك موضع اهتمام علماء الأحياء والفلاسفة بعد فترة وجيزة من اكتشاف التطور نفسه. يعتبر كتاب بيوتر كروبوتكين الذي حمل عنوان (المساعدة المتبادلة: أحد عوامل التطور) والذي نشر في أوائل تسعينيات القرن التاسع عشر مثالاً شائعًا عن ذلك. كُرس الفصل الأخير من الكتاب لمناقشة التفسيرات الاجتماعية للسلوك الإنساني، وقد كتب ويلسون لاحقًا كتابًا فاز بجائزة بوليتزر تحت عنوان (الطبيعة البشرية) والذي تناول السلوك الإنساني تحديدًا.
كتب إدوارد هاجن في كتاب علم النفس التطوري أنَّ علم الأحياء الاجتماعي هو (وعلى الرغم من الجدل العام بشأن التطبيقات على البشر): «أحد الانتصارات العلمية في القرن العشرين. علم الاحياء الاجتماعي هو الآن جزء من الأبحاث والمناهج الأساسية لجميع أقسام علوم الأحياء تقريبًا، وهو أساس عمل جميع علماء الأحياء الميدانيين». زادت البحوث الاجتماعية حول الكائنات غير البشرية بشكل كبير ومستمر في أفضل المجلّات العلمية في العالم مثل مجلّتي (الطبيعة) و (العلوم). يتم عادة استبدال مصطلح علم البيئة السلوكي بشكل عام بمصطلح علم الأحياء الاجتماعي من أجل تجنب الجدل العام.

## النظرية
يرى علماء الأحياء الاجتماعي أنه يمكن تفسير السلوك البشري وكذلك سلوك الحيوان غير البشري جزئيًا كنتيجة للانتقاء الطبيعي. ويقولون أنّه من أجل فهم السلوك بشكل كامل يجب تحليله من حيث الاعتبارات التطورية.
الانتقاء الطبيعي موضوع أساسي للنظرية التطورية. يتم تمثيل متغيرات السمات الوراثية التي تزيد من قدرة الكائن الحي على النجاة والتكاثر بدرجة أكبر في الأجيال اللاحقة أي بمعنى أنه (سيتم اختيارها). وبالتالي فإن الآليات السلوكية الموروثة التي قدمت للكائن الحي فرصة أكبر للبقاء و / أو التكاثر في الماضي من الأرجح أن تبقى في الكائنات الحية الحالية. تم شرح السلوكيات التكيفية الموروثة والموجودة في الأنواع الحيوانية غير البشرية بشكل كبير من قبل علماء الأحياء وأصبحت أساسًا لعلم الأحياء التطوري. ومع ذلك يوجد رفض مستمرة من قبل بعض الباحثين حول تطبيق النماذج التطورية على البشر، وخاصة العلوم الاجتماعية، حيث يُفترض منذ فترة طويلة أنَّ الثقافة هي الدافع السائد للسلوك.
يعتمد علم الأحياء الاجتماعي على مبدأين أساسيين:
- تعتبر بعض الصفات السلوكية موروثة.
- تم شحذ بعض الصفات السلوكية الموروثة عن طريق الانتقاء الطبيعي. لذلك ربما كانت هذه السمات (تكيفية) في البيئة التي تطورت فيها هذه الأنواع.

يستخدم علم الأحياء الاجتماعي فئات نيكولاس تينبرجن الأربعة من الأسئلة والشروحات حول سلوك الحيوان. هناك فئتان على مستوى الأنواع، واثنتين على مستوى الأفراد. غالبًا ما تسمى الفئات على مستوى الأنواع (التفسيرات النهائية) وهي:
- الوظيفة (أي التكيف) التي يخدمها السلوك.
- العملية التطورية التي أدت إلى هذه الوظيفة.

فئات المستوى الفردي تدعى غالبًا (التفسيرات التقريبية) وهي:
- تطور الفرد (أي الجنين).
- الآلية التقريبية (مثل تركيب المخ والهرمونات).

يهتم علماء الأحياء الاجتماعي بكيفية شرح السلوك بطريقة منطقية نتيجة للعملية الانتقائية في تاريخ النوع. وبالتالي: غالباً ما يهتمون بالسلوك الغريزي أو الحدسي وفي شرح أوجه التشابه وليس الاختلاف بين البيئات. على سبيل المثال: إنَّ الأمهات في العديد من أنواع الثدييات (بما في ذلك البشر) يقدمن حماية شديدة لأبنائهم. ذكر علماء الاجتماع أنه من المحتمل أن يكون سبب هذا السلوك الوقائي هو تطوره مع مرور الوقت لأنه ساعد في الحفاظ على نسل الأفراد الذين لديهم هذه الخاصية. سيزداد وجود هذه الحماية الأبوية في عدد السكان. يُعتقد أنَّ السلوك الاجتماعي قد تطور بطريقة تشبه الأنواع الأخرى من التكيفات غير السلوكية مثل حاسة الشم.
تفشل الأفضلية الوراثية الفردية في توضيح بعض السلوكيات الاجتماعية نتيجة للاختيار القائم على الجينات. قال ويلسون أنّ التطور قد يعمل أيضًا على المجموعات. تستخدم الآليات المسؤولة عن اختيار المجموعات نماذج وإحصاءات السكان المأخوذة من نظرية الألعاب التطورية. يعرف الإيثار بأنه «اهتمام برفاهية الآخرين». إذا حدد الإيثار من الناحية الوراثية، فيجب على الأفراد الذين يتمتعون بهذه الصفات إعادة إنتاج صفاتهم الوراثية الإيثارية من أجل استخدام الإيثار لغرض البقاء، ولكن عندما يصرف أصحاب صفات الإيثار مواردهم على غير الإيثاريين على حساب نسلهم يميل الإيثاريون إلى الموت ويميل الآخرون إلى النجاة. كمثال على ذلك: الجندي الذي يفقد حياته وهو يحاول مساعدة جندي آخر. يطرح هذا المثال سؤالًا حول كيفية انتقال جينات الإيثار إذا مات هذا الجندي دون أن ينجب أطفال.
يتم شرح السلوك الاجتماعي في علم الأحياء الاجتماعي أولاً على أنه فرضية اجتماعية عن طريق إيجاد إستراتيجية مستقرة تطوريًا تتطابق مع السلوك المرصود. قد يكون من الصعب إثبات أي إستراتيجية، لكن عادة ما يستطيعون التنبؤ بتواتر الجينات. يمكن دعم الفرضية من خلال إنشاء ارتباط بين تواتر الجينات التي تنبأت بها الاستراتيجية وتلك التي تظهر في مجتمع ما.
تم شرح الإيثار بين الحشرات الاجتماعية بنفس الطريقة. سلوك الإيثار: هو السلوك الذي يزيد من الصلاحية التناسلية للآخرين كسبب واضح للإيثار، يرتبط في بعض الحيوانات بدرجة مشاركة الجينومات بين أفرادها. بشكل عام قد تنجب الإناث اللواتي يملكن فرص أكبر للحمل ذرية أقل وقد يرتبن أيضًا فرص الحمل للحصول على أقصى قدر من الطعام والحماية من شركائهن.
إنَّ أحد المفاهيم المهمة في علم الأحياء الاجتماعي هو سمات الطبع والمزاج الموجودة ضمن توازن بيئي. فمثلما قد يؤدي التوسع في عدد الأغنام إلى تشجيع توسع الذئاب، فإن انتشار سمات الإيثار داخل مجموعة الجينات قد يشجع أيضًا وجود أعداد متزايدة من الأفراد ذوي الطباع الاتكالية.

## اقرأ أيضاً
- معضلة السجينين
- تطور ثقافي-اجتماعي